# Sokhna Dieng Mbacké
Sokhna Dieng Mbacké, née le 2 décembre 1950 à Dakar, est une journaliste et femme politique sénégalaise.

## Carrière

### Dans l'audiovisuel
Son parcours se fait suivant le développement de l'audivisuel au Sénégal et fait d'elle une des premières femmes à avoir accéder à des postes à responsabilité dans ce secteur.
Dès 1970, Sokhna Dieng entre à Radio Sénégal sur concours.
Après un stage de journalisme et de production en France au Studio École de Montrouge, elle intègre l'Office national de radiodiffusion télévision du Sénégal (ORTS) en 1971 pour y présenter le journal à la radio.
En 1972, alors que la télévision démarre au Sénégal, elle est la première femme à présenter le journal télévisé et tourne des reportages et mène des débats politiques dont les grands débats électoraux. On retiendra notamment les émissions « Dossier en main », « 1 heure pour convaincre » et « Droit de question/devoir de réponse ».
En 1984, elle devient grand reporter et rédacteur en chef du journal télévisé qu'elle continue de présenter, et tourne deux documentaires pour l'Organisation des Nations unies.
En 1986, elle est la première femme à devenir directrice de la télévision nationale (RTS).
En 1990, elle est nommée conseillère technique du ministère de la Communication.

### En politique
Riche de son expérience à des postes à responsabilité, son dernier poste de conseillère technique du ministère de la Communication est une porte ouverte vers le milieu politique.
Elle est connue pour son charisme, ses argumentaires incisifs, son franc-parler et sa rigueur administrative. Elle a dirigé des formations politiques en tant que leader politique.
Elle est aussi tournée vers les œuvres sociales qu'elle multiplie et sa proximité avec la population lui a valu le nom de « Yaye ».
Membre du Parti de la vérité pour le développement (PVD) présidé et fondé par son époux Serigne Modou Kara Mbacké, elle siège au Sénat de 2007 à 2012. Elle en est la 7ème vice-présidente en 2008.
En 2009, elle est également présidente du Mouvement des femmes de son parti et à partir de 2011, présidente de son parti.
En juillet 2012, elle rejoint ensuite l'Assemblée nationale parmi le groupe des non-inscrits, puis au sein de son parti le PVD, et enfin dans la coalition Benno Bokk Yakaar. Elle y est membre de la commission des lois, ainsi que de la commission des affaires étrangères et de celle de la culture et de la communication.
En avril 2014, elle se présente officiellement comme candidate à la mairie de Dakar, soutenue notamment par les jeunes et obtient 31 conseillers municipaux[réf. nécessaire].
En octobre 2022, elle démissionne de son poste de député pour « convenances personnelles », alors qu'elle est pressentie pour occuper le poste de membre de l'Unité de Coordination et de Gestion du Fonds de Développement du Service Universel des Télécommunications (FDSUT).

## Décorations
- Commandeur de l'Ordre national du Mérite[1]
- Prix Annette d'Erneville pour la presse (2010)[1],[12]